# Notopygus cultus
Notopygus cultus är en stekelart som först beskrevs av Cresson 1868.  Notopygus cultus ingår i släktet Notopygus och familjen brokparasitsteklar. Inga underarter finns listade i Catalogue of Life.